# Neubrandenburg
Neubrandenburg è una città del Meclemburgo-Pomerania Anteriore, in Germania.
È capoluogo del circondario della Terra dei Laghi del Meclemburgo.

## Geografia fisica
Neubrandenburg si trova nella parte sud-orientale del Land, sulle rive del lago Tollensesee (18 km²).

## Storia

### Medioevo
I primi coloni dell'area dove ora sorge la città erano monaci Premostratensi che vi fondarono un monastero intorno al 1240. La fondazione della città di Neubrandenburg avvenne nel 1248, quando il margravio di Brandeburgo decise di costruire un insediamento nella parte settentrionale dei suoi domini. Nel 1292 la città ed il suo contado divennero parte del Meclemburgo.

### La guerra dei trent'anni
La città fiorì come centro commerciale fino alla Guerra dei trent'anni (1618–1648), quando questa posizione fu persa. Durante la drammatica avanzata dell'armata svedese di Gustavo II Adolfo in Germania, la città venne presidiata dagli svedesi, ma fu riconquistata dall'esercito della Lega Imperiale-Cattolica nel 1631. Durante questa operazione venne largamente riportato che gli armati Cattolici uccisero molti dei soldati svedesi e scozzesi benché essi si fossero arresi.

### Seconda guerra mondiale

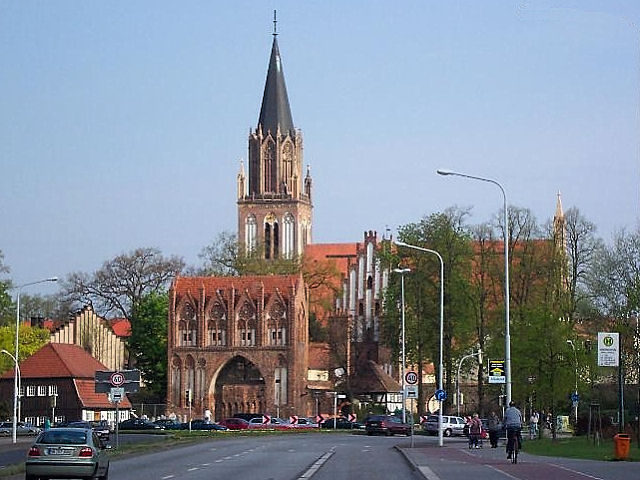
La Stargarder Tor e la chiesa dedicata a S. Maria

Durante la seconda guerra mondiale, un campo di prigionieri di guerra, lo Stalag II-A era stato allestito fuori della città. Il 29 aprile 1945, poco prima della fine della seconda guerra mondiale, l'80% del centro storico fu incendiato dall'Armata Rossa. In seguito molti edifici di rilevanza storica furono ricostruiti.

## Società

### Evoluzione demografica
Abitanti censiti

## Amministrazione

### Gemellaggi
Neubrandenbrug è gemellata con:
- Collegno
- Flensburgo
- Gladsaxe
- Koszalin
- Nazaret
- Nevers
- Petrozavodsk
- Villejuif
- Yangzhou